# Alexandra Kollontai

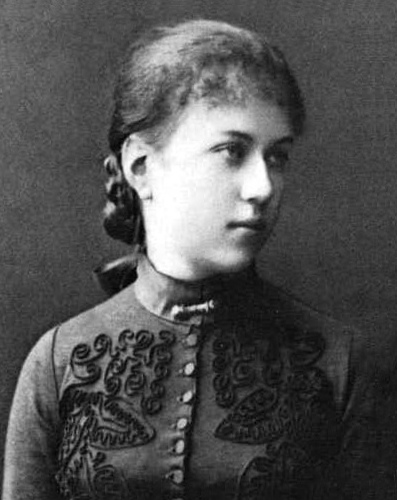
Kollontai, probabil înainte de 1900

Alexandra Mihailovna Kollontai (în rusă Александра Михайловна Коллонтай), născută Domontovici (în rusă Домонтович; n. 31 martie (S.V.) 1872 — d. 9 martie 1952), a fost o activistă comunistă rusă și o reprezentantă de seamă a mișcării feministe.
A fost prima femeie membru al unui guvern în Europa (comisar al poporului pentru asistență publică, funcție echivalentă cu cea de ministru al sănătății). În 1923 a deținut postul de ambasador în Norvegia, urmat de cel din Mexic (1926-1927) și de cel din Suedia (1930-1945). A reprezentat statul sovietic în negocierile avute în perioada noiembrie 1943 - iunie 1944 cu ambasadorul român în Suedia, Frederic Nanu, pentru stabilirea condițiilor de ieșire a României din alianța cu Germania.
În perioada 1917-1922 a fost căsătorită cu Pavel Dîbenko, comandant sovietic în timpul Războiului Civil Rus.[A]
Pentru a onora memoria Alexandrei Kollontai, astronomul sovietic Nikolai Stepanovici Cernîh a numit 2467 Kollontai corpul ceresc descoperit pe 14 august 1966 la Observatorul Astronomic Naucinîi din Crimeea.